# Rennrodel-Europameisterschaften 1979
Die Rennrodel-Europameisterschaften 1979 fanden vom 29. Januar bis 4. Februar 1979 auf der Oberhofer Rennrodelbahn in der Deutschen Demokratischen Republik statt.
An den Meisterschaften nahmen Sportler aus dreizehn Ländern teil. Die Rodler der DDR gewannen alle drei Wettbewerbe und waren damit die dominierende Nation dieser Titelkämpfe.

## Einsitzer der Frauen
| Platz | Sportler             | Land | Lauf 1 | Lauf 2 | Lauf 3 | Lauf 4 | Gesamtzeit Rückstand |
| ----- | -------------------- | ---- | ------ | ------ | ------ | ------ | -------------------- |
| 1     | Melitta Sollmann     | DDR  | 42,516 | 42,192 | 42,159 | 42,377 | 2:49,244             |
| 2     | Ilona Brand          | DDR  | 42,290 | 42,316 | 42,145 | 42,503 | 2:49,254 / +0,010    |
| 3     | Margit Schumann      | DDR  | 42,407 | 42,465 | 42,234 | 42,492 | 2:49,598 / +0,353    |
| 4     | Vera Zozuļa          | URS  | –      | –      | –      | –      | 2:51,224 / +1,980    |
| 5     | Elisabeth Demleitner | FRG  | –      | –      | –      | –      | 2:51,427 / +2,183    |
| 6     | Natalia Mitkjewitsch | URS  | –      | –      | –      | –      | 2:52,632 / +3,388    |
| 7     | Angelika Schafferer  | AUT  | –      | –      | –      | –      | 2:52,64_ / +_.___    |
| 8     | Anna Majewskaja      | URS  | –      | –      | –      | –      | 2:52,76_ / +_.___    |
| 9     | Maria-Luise Rainer   | ITA  | –      | –      | –      | –      | 2:52,86_ / +_.___    |
| 10    | Ingrid Aichner       | ITA  | –      | –      | –      | –      | 2:53,65_ / +_.___    |

## Einsitzer der Männer
| Platz | Sportler              | Land | Lauf 1 | Lauf 2 | Lauf 3 | Lauf 4 | Gesamtzeit Rückstand |
| ----- | --------------------- | ---- | ------ | ------ | ------ | ------ | -------------------- |
| 1     | Hans Rinn             | DDR  | 45,128 | 45,194 | 45,172 | 45,037 | 3:00,531             |
| 2     | Dettlef Günther       | DDR  | 45,582 | 45,140 | 45,248 | 45,184 | 3:01,154 / +0,623    |
| 3     | Bernhard Glass        | DDR  | 45,811 | 45,213 | 45,142 | 45,237 | 3:01,403 / +0,872    |
| 4     | Hans-Heinrich Winkler | DDR  | –      | –      | –      | –      | 3:01,521 / +0,990    |
| 5     | Karl Brunner          | ITA  | –      | –      | –      | –      | 3:04,028 / +3,497    |
| 6     | Dainis Bremse         | URS  | –      | –      | –      | –      | 3:04,100 / +3,569    |
| 7     | Waleri Jakuschin      | URS  | –      | –      | –      | –      | 3:04,37_ / +_.___    |
| 8     | Anton Winkler         | FRG  | –      | –      | –      | –      | 3:04,65_ / +_.___    |
| 9     | Anton Wembacher       | FRG  | –      | –      | –      | –      | 3:04,78_ / +_.___    |
| 10    | Stanislav Ptáčník     | TCH  | –      | –      | –      | –      | 3:05,18_ / +_.___    |

## Doppelsitzer der Männer
| Platz | Sportler                             | Land | Lauf 1 | Lauf 2 | Gesamtzeit Rückstand |
| ----- | ------------------------------------ | ---- | ------ | ------ | -------------------- |
| 1     | Bernd Oberhoffner Jörg-Dieter Ludwig | DDR  | 42,583 | 42,719 | 1:25,302             |
| 2     | Hans Rinn Norbert Hahn               | DDR  | 42,666 | 42,698 | 1:25,364 / +0,062    |
| 3     | Peter Gschnitzer Karl Brunner        | ITA  | 42,821 | 42,903 | 1:25,724 / +0,422    |
| 4     | Dainis Bremse Aigars Kriķis          | URS  | –      | –      | 1:26,014 / +0,712    |
| 5     | Waleri Jakuschin Waldis Kjusis       | URS  | –      | –      | 1:26,521 / +1,219    |
| 6     | Jindřich Zeman Vladimír Resl         | TCH  | –      | –      | 1:26,655 / +1,353    |
| 7     | Hans Brandner Balthasar Schwarm      | FRG  | –      | –      | 1:26,96_ / +_.___    |
| 8     | Anton Winkler Anton Wembacher        | FRG  | –      | –      | 1:26,99_ / +_.___    |
| 9     | Georg Fluckinger Karl Schrott        | AUT  | –      | –      | 1:27,42_ / +_.___    |
| 10    | Staniek Pigul                        | POL  | –      | –      | 1:27,92_ / +_.___    |

## Medaillenspiegel
| Platz | Land    | Gold | Silber | Bronze | Gesamt |
| ----- | ------- | ---- | ------ | ------ | ------ |
| 1     | DDR     | 3    | 3      | 2      | 8      |
| 2     | Italien | –    | –      | 1      | 1      |